# Кам'яні льодовики
Кам'яні льодовики — це самобутні геоморфологічні форми рельєфу, що складаються або з кутастих уламків гірських порід, замерзлих у інтерстиціальному льоду, колишніх «справжніх» льодовиків, перекритих шаром осипу. Кам'яні льодовики зазвичай знаходяться на високих широтах та/або висотах і можуть простягатися назовні та вниз по схилу від конусів осипу, льодовиків або кінцевих морен льодовиків.
Існує два типи кам'яних льодовиків: перигляціальні льодовики (або льодовики, що утворюються з осипу) та льодовикові кам'яні льодовики, такі як льодовик Тімпаногос у штаті Юта, які часто зустрічаються там, де колись існували льодовики. Можливі особливості марсіанських кам'яних льодовиків були виявлені космічним апаратом Mars Reconnaissance Orbiter. Кам'яний льодовик, особливо якщо його походження незрозуміле, можна розглядати як окреме скупчення уламків. Кам'яні лавини можуть бути помилково ідентифіковані як кам'яні льодовики або можуть еволюціонувати в них.